# Ирена Просен
Ирена Просен (Љубљана, 15. децембар 1936) је словеначка филмска глумица.

## Улоге
| Год.       | Назив                                                 | Улога                     |
| ---------- | ----------------------------------------------------- | ------------------------- |
| 1960.-те   |                                                       |                           |
| 1960.      | Веселица (ТВ)                                         | Вида                      |
| 1961.      | Срећа долази у 9                                      | Плавокоса/Данијела Дорија |
| 1961.      | Самсон (италијанско-француски филм)                   | Мила                      |
| 1962.      | Стари завет (италијанско-француски филм)              |                           |
| 1962.      | Срешћемо се вечерас                                   |                           |
| 1962.      | Сјенка славе                                          | Плавуша                   |
| 1962.      | La furia di Ercole (италијанско-француски филм)       | Мила                      |
| 1963.      | Операција Тицијан                                     | Вера                      |
| 1964.      | Лопов у Дамаску (италијански ТВ филм))                |                           |
| 1965.      | Лажљивица                                             | Ранка                     |
| 1965-1966. | Код судије за прекршаје (серија)                      |                           |
| 1969.      | Како да ти кажем (серија)                             |                           |
| 1969.      | Република у пламену                                   |                           |
| 1969.      | Закопајте мртве (ТВ)                                  |                           |
| 1969.      | Убиство на свиреп и подмукао начин и из ниских побуда | Сенка Панић               |
| 1970.-те   |                                                       |                           |
| 1970.      | Бициклисти                                            |                           |
| 1970.      | Љубав на сеоски начин (серија)                        | Докторка                  |
| 1971.      | Од сваког кога сам волела (мини-серија)               |                           |
| 1971.      | Дон Кихот и Санчо Панса (ТВ)                          |                           |
| 1972.      | Киша                                                  |                           |
| 1973.      | Позориште у кући (серија)                             | Олгина пријатељица        |
| 1973.      | Камионџије (серија)                                   | Пајина швалерка           |
| 1974.      | Позориште у кући 2 (серија)                           | Секретарица               |
| 1974.      | Парлог                                                |                           |
| 1979.      | Слом (серија)                                         | Госпођа Грегорић          |
| 1979.      | Пупинове звезде (ТВ)                                  |                           |
| 1980.-те   |                                                       |                           |
| 1981-1982. | Приче преко пуне линије (серија)                      | Главна медицинска сестра  |
| 1983.      | Иди ми, дођи ми                                       | Маријина колегиница       |
| 1985.      | У затвору                                             |                           |
| 1986.      | Мајстор и Шампита                                     | Вера                      |
| 1987.      | Бригада неприлагођених                                | Мадам                     |
| 1990.-те   |                                                       |                           |
| 1994.      | Скерцо                                                |                           |
| 2000.-те   |                                                       |                           |
| 2007-2008. | Наша мала клиника (серија)                            | Зечева мајка              |